# Китайская аудио-видео ассоциация
Китайская аудио-видео ассоциация (China Audio-Video Copyright Association, CAVCA) (中国音像著作权集体管理协会) — единственная в своем роде ассоциация в Китае, утверждённая Национальной администраций Китая по авторскому праву (国家版权局). Ассоциация осуществляет коллективное управление правами по авторскому праву и смежным правам в области видео и аудио произведений. Штаб квартира ассоциации находится в Пекине.

## Область деятельности
Ассоциация защищает права исполнения произведений, право на передачу в эфир, право аренды, право Интернет-вещания, право тиражирования и распространения, а также авторские права на видео и аудио произведения.
Ассоциация в основном занимается  регистрацией и управлением в области музыки,  сбором авторских гонораров от пользователей в соответствии с законами об авторских правах, выдачей лицензий, выделеним авторского вознаграждения для правообладателей, основанных на использовании их произведений, оформление штрафов за незаконное использование музыки и ТВ работ,  коллективным управлением авторскими правами. ,Ассоциация работает на материковой части Китая и от имени иностранных партнеров после подписания с ними соответствующих соглашений.

## Караоке
Караоке авторский центр является исполнительным органом  CAVCA. Центр является уполномоченным учреждением Музыкального авторского общества Китая (Music Copyright Society of China) (MCSC)  ответственным за сбор авторских гонораров от использования караоке в барах и др. местах. Он отвечает за всю работу в этой области - производство и выпуск музыки, лицензирование, инспектирование, сбор платежей и проведение переговоров.

## Внешние ссылки
- http://www.cavca.org/ Архивная копия от 20 декабря 2008 на Wayback Machine - CAVCA
- http://www.ncac.gov.cn/ Архивная копия от 1 августа 2018 на Wayback Machine - Национальная администрация по авторскому праву